# Esodo Pratelli
Esodo Pratelli, né le 8 février 1892 à Lugo (Émilie-Romagne) et 4 janvier 1983 à Milan (Lombardie), est un documentariste, un réalisateur de cinéma et un artiste peintre italien.

## Biographie
Après avoir fréquenté l'Académie des beaux-arts de Rome, il s'installe à Milan, où il présente sa première exposition de peinture en 1922 et, à partir de 1924, dirige la Scuola superiore d'Arte applicata all'Industria à Castello Sforzesco (it).
Pendant le fascisme, il participe aux expositions les plus importantes de l'époque, notamment à la première Quadriennale de Rome et à la Biennale de Venise.
À la fin des années 1930, il fait ses débuts dans le monde du cinéma en tant que scénariste et réalisateur, produisant notamment Pia de' Tolomei (it), Se non son matti non li vogliamo (it) et A che servono questi quattrini? (it) avec Eduardo et Peppino De Filippo.
Il est cadre à Cinecittà dès sa création, au Centro sperimentale di cinematografia et à la Commission de censure des films. Pendant la guerre, il commence à travailler sur un film, puis l'abandonne ; c'est Vittorio De Sica qui reprend le projet et l'achève sous le titre La Porte du ciel.
Après la guerre, il tourne quelques documentaires sur les arts figuratifs. À partir du début des années 1950, le métier perd toute trace de Pratelli.
Depuis le début des années 1920, Pratelli vivait à Milan, où il s'est marié et est mort à un âge avancé.

## Filmographie
- 1939 : Mariages dans la confusion (it) (Scandalo per bene)
- 1941 : Se non son matti non li vogliamo (it)
- 1941 : Pia de' Tolomei (it)
- 1941 : Gente dell'aria (it)
- 1942 : A che servono questi quattrini? (it)
- 1944 : L'amore degli angeli